# Альтенбамберг
Альтенбамберг (нем. Altenbamberg) — община в Германии, в земле Рейнланд-Пфальц. 
Входит в состав района Бад-Кройцнах. Подчиняется управлению Бад Кройцнах.  Население составляет 781 человек (на 31 декабря 2010 года). Занимает площадь 7,53 км².